# Контто, Пётр Иванович
Пётр Иванович Контто (фин. Pekka Kontto) (20 декабря 1887, Овинцево, Российская империя — 10 января 1937, Таагепера, Эстония) — руководитель Волосовского восстания, председатель Ингерманландского объединения Эстонии.

## Биография
Родился в деревне Овинцево евангелическо-лютеранского прихода Молосковица Ямбургского уезда Санкт-Петербургской губернии в семье крестьян, ингерманландских финнов.
В 1904 году окончил двуклассное училище в Ястребино, а затем, в 1908 году, Колпанскую учительскую семинарию. Служил учителем в деревне Кезелево прихода Скворица.
В начале Первой мировой войны был призван в армию, направлен в 315-ю пешую Петроградскую дружину Государственного ополчения, 30 января 1915 года произведен в унтер-офицеры. Был направлен в Школу прапорщиков Государственного ополчения при 6-й армии Северного фронта, произведён в прапорщики армейской пехоты 25 августа 1915 года. Был направлен в 432-й пехотный Валдайский полк 108 пехотной дивизии. Позднее стал подпоручиком, поручиком, штабс-капитаном. 26 июля 1917 года был назначен временным командующим батальоном. В декабре 1917 года согласно декрету был полностью освобождён от военной службы как народный учитель.
В августе 1918 года Пекка Контто стал одним из руководителей Волосовского восстания — крестьянского мятежа против советской власти на территории Петергофского, Ямбургского и Царскосельского уездов, вызванного принудительным изъятием хлеба. В восстании против политики продразвёрстки в равной степени принимали участие местные русские, ингерманландские финны и эстонцы. Вооружённые крестьяне захватили железнодорожные станции Волосово и Вруда, перерезали Балтийскую железную дорогу и стали готовиться к наступлению на Ямбург. Однако 17 августа для подавления восстания из Ямбурга выступил конный полк красных с двумя пулеметами, двумя артиллерийскими орудиями и броневиком. Восставшие оказали ему ожесточенное сопротивление, бой за деревню Молосковицы продолжался шесть часов. В общей сложности бои на стыке трёх уездов продолжались более недели, но восставшие потерпели поражение. Осенью 1918 года Пекка Контто ушел в Финляндию.
В начале 1919 года он перебрался в Эстонию. Добровольно вступил во вновь сформированный из бежавших от советской власти ингерманландских финнов Ингерманландский батальон, в формировании которого принял активное участие. Был назначен командиром 2-й роты и помощником командира батальона. Батальон входил в состав Северного корпуса под командованием генерал-лейтенанта А. П. Родзянко в составе Эстонской народной армии.
В ходе наступления Северного корпуса на Петроград участвовал в сражении у села Копорье. С 19 мая по 5 июня 1919 года исполнял должность командира батальона. За боевые отличия был произведён в капитаны. При  переформировании Ингерманландского батальона в Западно-Ингерманландский полк был назначен командиром 1-го батальона.
После расформирования полка Пекка Контто вступил в Северо-Западную армию и был зачислен во 2-й запасный полк в должности командира батальона. В октябре 1919 года был назначен вторым заместителем командира этого полка.
После расформирования Северо-Западной армии поступил в восстановленный Ингерманландский батальон, входивший в состав Эстонской народной армии. Был начальником команды пеших разведчиков. После его расформирования в июне 1920 года был демобилизован.
В 1920 году представлял в Эстонии, действовавший в Финляндии Ингерманландский комитет. В период с 1921 по 1929 избирался членом правления Ингерманландского объединения Эстонии, основанного в 1920 году бывшими солдатами и офицерами Западно-Ингерманландского полка для оказания помощи ингерманландским финнам в Эстонии, в 1929 году был избран его председателем и исполнял его обязанности до прекращения деятельности объединения в 1936 году.
С 1924 по 1932 год служил школьным учителем в деревне Венекюля, в Эстонской Ингерманландии, а позднее — директором этой  школы. В 1926 году получил гражданство Эстонии.
В 1936 году был избран заведующим Алайыэской школой.
Последние годы жизни болел туберкулёзом. Умер 10 января 1937 года в туберкулёзном санатории Таагепера.

### Награды России
- Орден Святой Анны 4-й степени с надписью «За храбрость» (1916)
- Орден Святого Станислава 3-й степени с мечами и бантом (1917)
- Орден Святой Анны 3-й степени с мечами и бантом (1917)
- Георгиевский крест № 1238339 (1917)[3]

### Награды Эстонии
- Медаль «В память Освободительной войны»[эст.][5]

### Семья
- жена Ольга-Адель Карловна, урожденная Тынс (24.05.1889—1955)
- приёмная дочь Инга, урождённая Вескус (02.01.1925—?)